# Enrique Brunetti
Enrique Horacio Brunetti (Capital Federal, Buenos Aires, 29 de mayo de 1928 - Buenos Aires, Argentina, 22 de septiembre de 1992) fue un futbolista argentino que se desempeñaba como mediocampista. Jugó en Tigre, Boca Juniors y Huracán, entre otros.

## Historia
Inició su carrera en Boca Juniors, pasó luego a Argentino de Quilmes y llegó a Tigre desde Almagro en 1953, disputando en el conjunto de Victoria un total de 135 partidos hasta 1957. Integró la mejor línea media de la historia de Tigre junto a Fernando Gianserra y Jorge Lorenzo Hidalgo. Era el eje del equipo, el patrón del mediocampo.
Siguió su carrera en Huracán, Temperley y luego en Gimnasia y Esgrima La Plata, para retirarse en 1961.

## Trayectoria
| Club                 | País      | Período   |
| -------------------- | --------- | --------- |
| Boca Juniors         | Argentina | 1948      |
| Argentino de Quilmes | Argentina | 1949-1950 |
| Almagro              | Argentina | 1951-1952 |
| Tigre                | Argentina | 1953-1957 |
| Huracán              | Argentina | 1958-1959 |
| Temperley            | Argentina | 1960      |
| Gimnasia La Plata    | Argentina | 1961      |

## Palmarés

### Campeonatos nacionales
| Campeonato | Club  | País      | Año  |
| ---------- | ----- | --------- | ---- |
| Primera B  | Tigre | Argentina | 1953 |